# Manuel Rojas
Manuel ("Manny") Antonio Rojas (Santiago, 13 juni 1954) is een voormalig profvoetballer uit Chili, die gedurende zijn carrière speelde als middenvelder. Hij werd in 1980 uitgeroepen tot Chileens voetballer van het jaar. Rojas ging na zijn actieve loopbaan aan de slag als voetbaltrainer in de Verenigde Staten.

## Clubcarrière
Rojas speelde gedurende zijn carrière in Chili, Mexico en de Verenigde Staten, waar hij onder meer actief was als zaalvoetballer in de Major Indoor Soccer League.

## Interlandcarrière
Rojas speelde 29 officiële interlands (twee doelpunten) voor Chili in de periode 1977-1983. Hij maakte zijn debuut op 26 januari 1977 in een vriendschappelijke interland tegen Paraguay (4-0-overwinning), net als aanvaller Rodolfo Dubó. Hij nam met Chili onder meer deel aan de WK-eindronde in 1982.

## Erelijst
Club América
- Primera División de México

1976
 Club Deportivo Palestino
- Copa Chile

1977
- Chileens voetballer van het jaar

1980